# Digital Playground
Digital Playground is een culturele instelling in Nederland die kinderen en jongeren wil leren omgaan met de creatieve mogelijkheden van computers. De organisatie is sinds 1998 gevestigd in Rotterdam.

## Oprichting
Digital Playground is ontstaan in theater Hal 4 in Rotterdam. Directeur Evan van der Most had in Madrid gezien hoe kinderen in een wijkcentrum werd geleerd hoe ze creatief met computers om konden gaan, onder meer met animaties, het ontwerpen van flyers en het nasynchroniseren van films. Van der Most wilde een dergelijk initiatief ook in Rotterdam van de grond tillen. De uitgangspunten waren ‘learning by doing’ en ‘peer to peer education’ zodat de workshopbegeleiders qua leeftijd en achtergrond zo dicht mogelijk bij de doelgroep zouden zitten.
Na een periode van voorbereiding en financiering vond het eerste evenement plaats op 7 september 1998, georganiseerd door Hal 4 in samenwerking met de SKVR en Kuub 3. De naam Digital Playground werd bedacht door projectleider Mark Heijne. Vier weken lang was Hal 4 een ‘digitaal landschap voor jongeren’.

## Cultuureducatie
Digital Playground was aanvankelijk een jaarlijks evenement. In 1998 en 1999 vond het plaats in Hal 4. De volgende twee edities vonden plaats in het destijds leegstaande gebouw Las Palmas aan de Wilhelminakade in Rotterdam-Zuid. Ook de IMAX-bioscoop bij de Schiedamsedijk werd een keer gebruikt als locatie. In deze eerste jaren volgden duizenden leerlingen de workshops van Digital Playground. De workshopleiders waren doorgaans startende kunstenaars en studenten.
Vanaf het begin werd er een verbinding gelegd tussen het gebruik van computers met kunst en cultuur. Naast workshops over het bouwen van websites en het maken van films of geluidscollages werden in het programma ook bezoeken aan een museum of galerie opgenomen.

## Cultuurplan en verdere ontwikkeling

Impressie activiteiten Digital Playground

Met ingang van 2004 kreeg Digital Playground een structureel karakter. In dat jaar werd een ruimte in gebruik genomen in de kelder van bioscoop Cinerama aan de Westblaak. Hier was eerder een jazzclub gevestigd en daarna de studentendiscotheek Quasimodo. Vanaf 2004 begon hier onder leiding van Henry Vorselman een nieuwe periode voor Digital Playground, dat zeven jaar aan de Westblaak gehuisvest zou blijven. Met de medewerking van de gemeente Rotterdam en het ministerie van Onderwijs, Cultuur en Wetenschappen werd Digital Playground als project opgenomen in het Cultuurplan 2005-2008 en 2009-2013. Acht jaar lang kreeg Digital Playground zo steun om zich verder te kunnen ontwikkelen.
In de ruimte aan de Westblaak werden vier verschillende disciplines aangeboden, waarbij de deelnemers aan een cultureel onderwerp werkten. Dat waren achtereenvolgens Global (websitebouw), Moving (film), Still (fotografie) en Sound (geluid). De deelnemers werkten altijd in tweetallen. De koppeling tussen verschillende workshops werd losgelaten en de focus kwam door de jaren heen steeds meer op beeld te liggen. De disciplines Sound en Global werden beëindigd en de discipline Animatie werd nieuw ontwikkeld. Met de ontwikkeling van internet groeide de behoefte bij jongeren en bij het onderwijs om meer te leren over de creatieve mogelijkheden van nieuwe digitale media. De koppeling met kunst en cultuur bleef daarbij bestaan.

## Uitbreiding Digital Playground
In de periode waarin vanuit het Cultuurplan subsidie werd verkregen, kon Digital Playground ook buiten Rotterdam activiteiten ontwikkelen. Zo werd onder meer een jarenlange samenwerking aangegaan met het Filmhuis Den Haag, waar met een team eveneens workshops werden georganiseerd. Incidenteel vonden workshops plaats bij evenementen zoals het Nederlands Film Festival, International Film Festival Rotterdam, Cinekid en International Documentary Film Festival Amsterdam, en in musea zoals het Glaspaleis in Heerlen, het Graphic Design Museum in Breda en het NEMO Science Museum in Amsterdam. Er waren Digital Playground tours langs scholen, steden en zelfs asielzoekerscentra. In het buitenland werden workshops georganiseerd in Suriname. Digital Playground ondersteunt nog steeds de organisatie die de workshops in Suriname uitvoert.

## Zelfstandig verder in Rotterdam

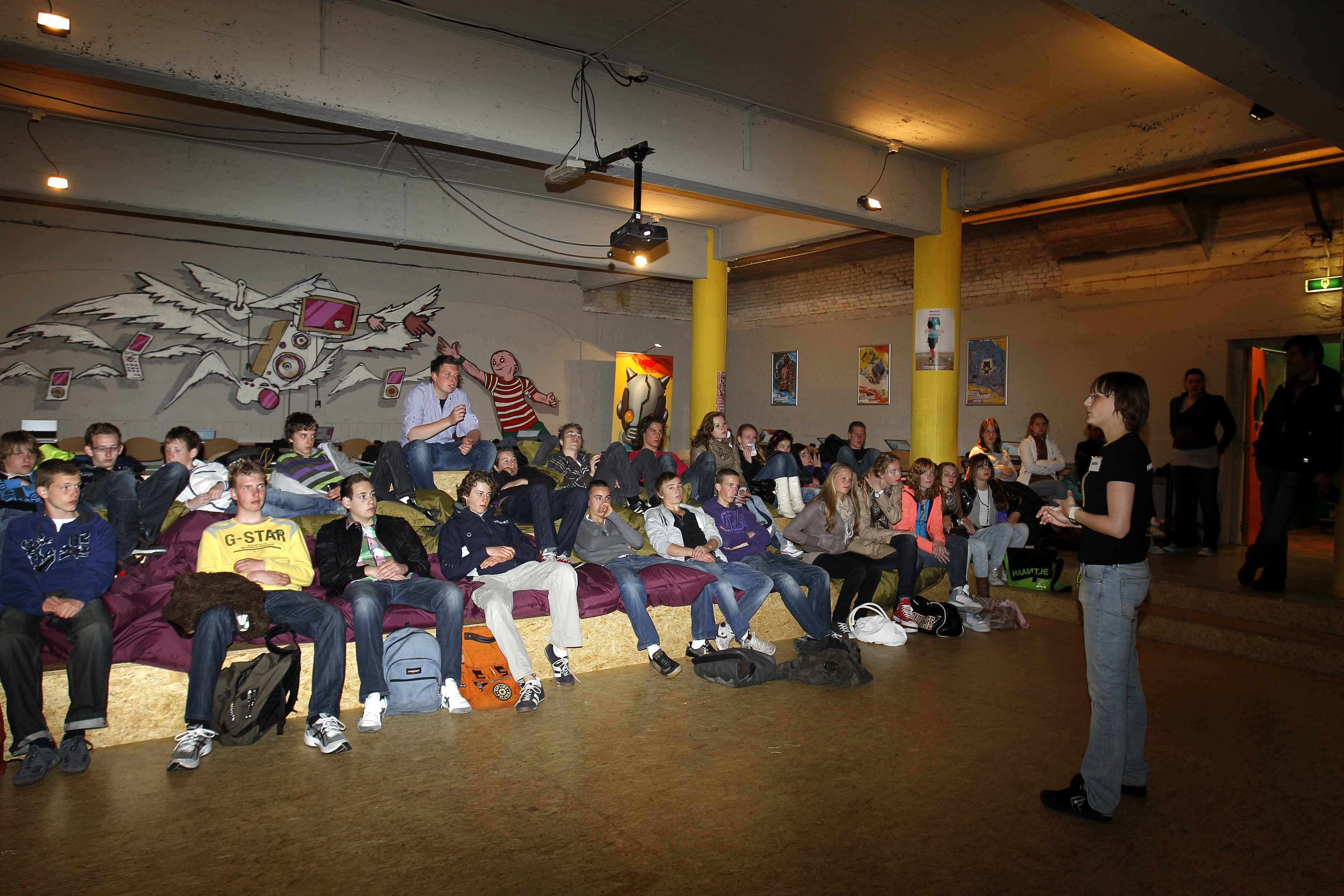
Digital Playground bij Cinerama 2010

In 2009 hield de Stichting Hal 4 op te bestaan. Daarmee verviel de band die Digital Playground nog steeds met Hal 4 had en werd een eigen stichting opgericht om een doorstart te kunnen maken. Die stichting heeft een Raad van Toezicht en biedt Digital Playground de mogelijkheid om kwalitatief verder te groeien.
Na zeven jaar aan de Westblaak verhuisde Digital Playground naar het huidige medialab aan de Schilderstraat, in het verlengde van de Witte de Withstraat, de culturele as van Rotterdam. In cultureel opzicht was dat een versterking, maar door het economische tegenvallende tij viel in 2013 de landelijke subsidie weg en konden de activiteiten buiten Rotterdam niet worden voortgezet.
De focus van Digital Playground ligt nu weer op Rotterdam. Scholieren kunnen dagelijks terecht en er is een breed aanbod van workshops ontwikkeld, waarbij een hele klas tegelijk aan de slag kan. In Rotterdam maakt Digital Playground nog wel deel uit van het Cultuurplan. Gemiddeld nemen jaarlijks ruim 5000 scholieren deel aan de workshops in de Witte de Withstraat. In de afgelopen jaren is op incidentele basis samengewerkt met andere culturele instellingen in Rotterdam, zoals Museum Boijmans Van Beuningen, Museum Rotterdam en Maritiem Museum Rotterdam.

## Toekomst Digital Playground

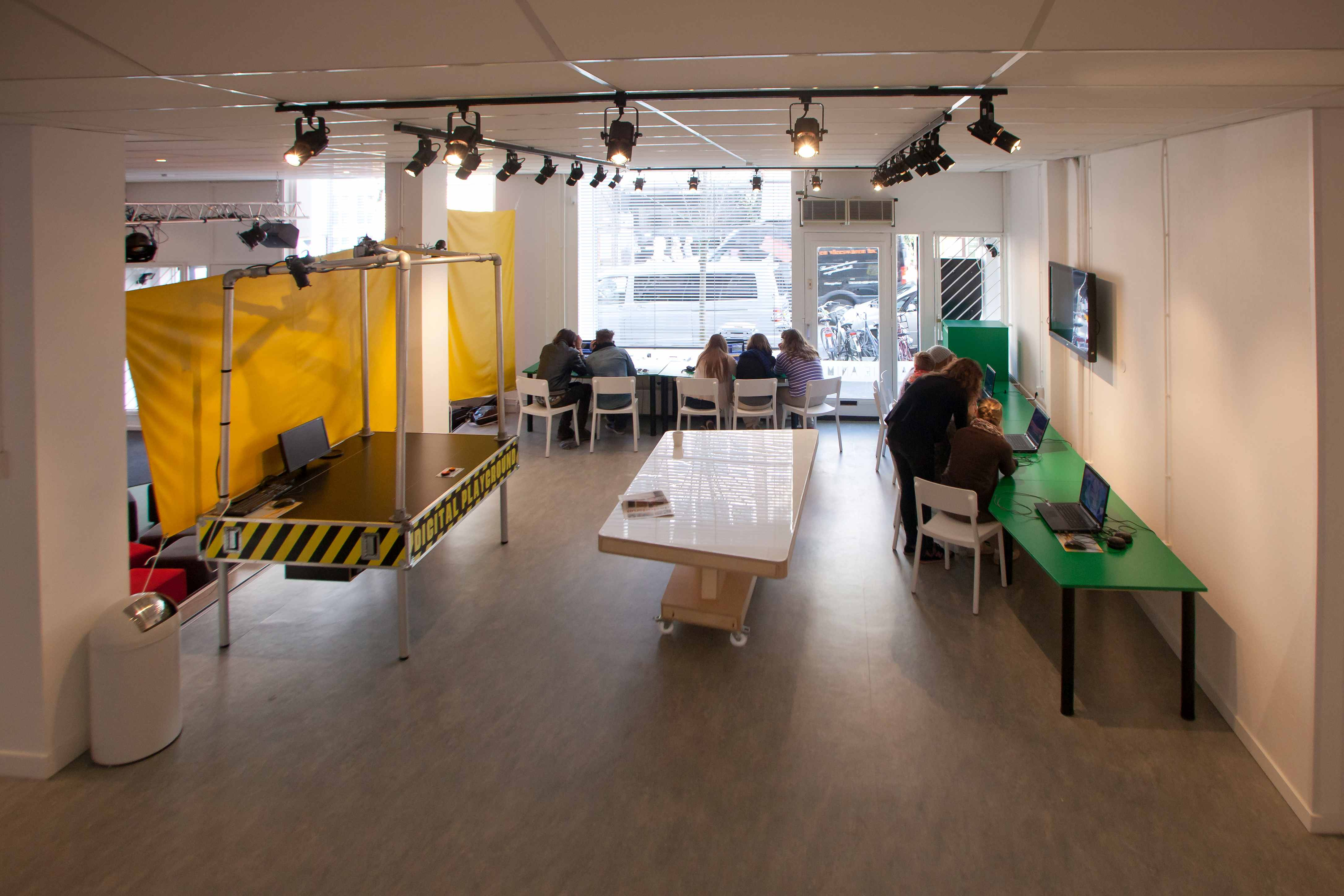
Werkruimte Digital Playground

Na ruim twintig jaar blijft Digital Playground met haar aanbod de belevingswereld van kinderen en jongeren volgen. De aanpak is nog grotendeels gelijk aan die van de eerste jaren met ‘learning by doing’: zelf proberen en zien hoe een digitale techniek werkt. De organisatie is gaandeweg steeds professioneler gaan werken. Er is een team van vier vaste medewerkers in het pand aan de Schilderstraat, waar de ruimte zo is ingedeeld dat alle technieken voortdurend aanwezig zijn en groepen tot veertig deelnemers tegelijk een workshop kunnen volgen. Incidenteel wordt voor grotere groepen leerlingen gebruik gemaakt van locaties van derden.
De interesse van deelnemers ligt nu vooral bij game-design, de iPad filmworkshop en stop-motion (een animatietechniek om beeld voor beeld film te maken). In 2015 werd voor de eerste keer virtual reality toegepast in workshops en in de komende jaren zal naar verwachting ook met augmented reality worden gewerkt, naarmate de mogelijkheden voor dergelijke technieken toegankelijker worden. Digital Playground heeft als pionier in media-educatie nog steeds een uniek en divers aanbod binnen Nederland.